# Dada

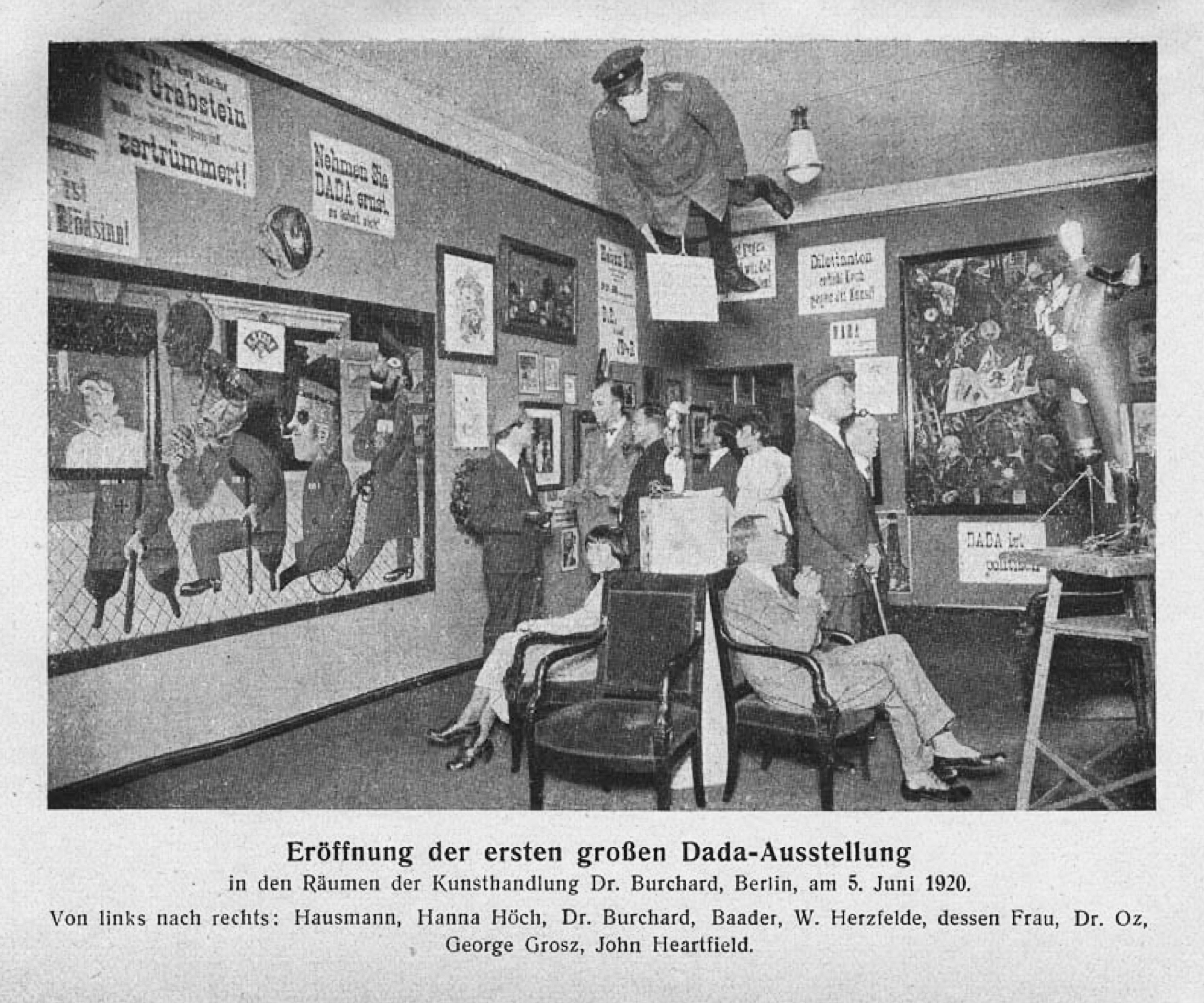
Marea deschidere a primei expoziții Dada: International Dada Fair, Berlin, 5 iunie 1920. Figura din centru, atârnând de tavan era efigia unui ofițer german cu un cap de porc.
De la stânga la dreapta sunt Raoul Hausmann, Hannah Höch (șezând), Otto Burchard, Johannes Baader, Wieland Herzfelde, Margarete Herzfelde, Dr. Oz (Otto Schmalhausen), George Grosz și John Heartfield.

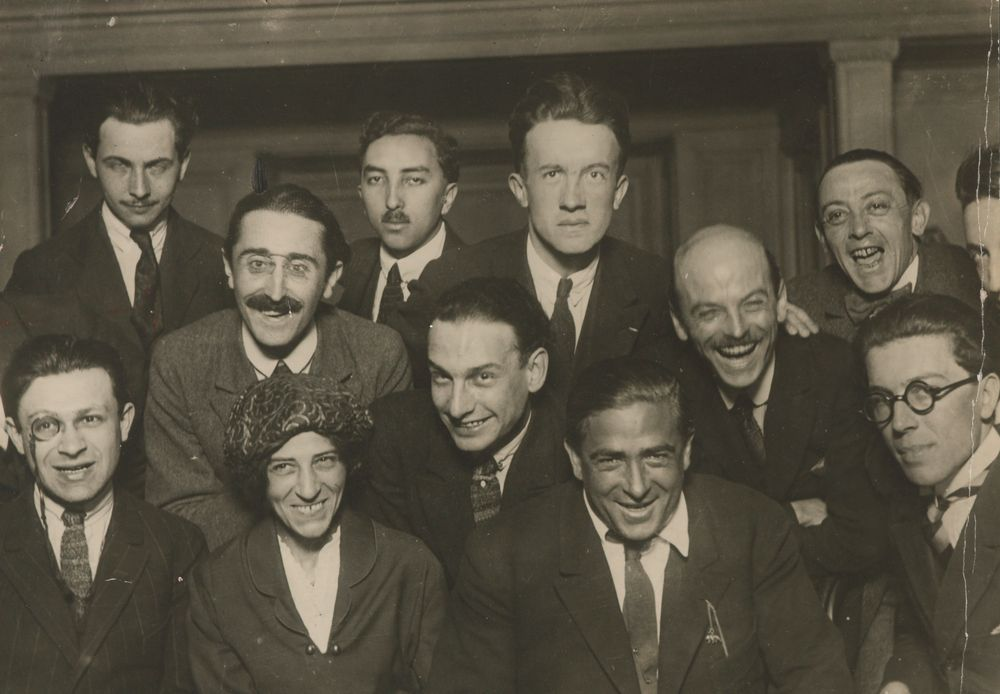
Grup de dadaiști, 1920, Paris. De la stânga la dreapta sunt, în rândul din spate, Louis Aragon, Theodore Fraenkel, Paul Eluard, Clément Pansaers, Emmanuel Fay (parțial).
Rândul din mijloc, Paul Dermée, Philippe Soupault, Georges Ribemont-Dessaignes.
Rândul din față, Tristan Tzara (cu monoclu), Celine Arnauld, Francis Picabia și André Breton.

Dada, sau dadaism, este un curent literar-artistic, apărut în Europa în anul 1916, cu centre timpurii în Zürich, Elveția, la Cabaret Voltaire (circa 1916) și New York City, New York Dada începând cu 1915-1916, după care mișcarea Dada a înflorit la Paris, după prima conflagrație mondială, la începutul anilor 1920.
Apărută ca o reacție a artiștilor față de Primul Război Mondial, generație confruntată pentru prima dată cu ororile unui război care nu dădea semne că s-ar apropia de sfârșit, mișcarea artistică Dada a constat dintr-un grup de artiști plastici, scriitori și teoreticieni, care refuzaseră logica, rațiunea și estetica societății capitaliste a timpului instaurând expresivitatea dată de nonsens, hazard, iraționalitate și protestul fățiș împotriva valorilor burgheziei.
Intelectualii, dezertorii, refugiații politici, toți revoltații împotriva absurdității acestui conflict, se reunesc în mod regulat în jurul scriitorului evreu-român Tristan Tzara, organizatorul Cabaretului „Voltaire”, în Zürich, cel mai mare oraș din Elveția, pe atunci stat neutru. Vrând să răspundă absurdului prin absurd, ei își manifestă revolta mai curând prin provocare, decât prin idei estetice.
Marcel Iancu, pictor și arhitect israelian, de origine română, va scrie:
| “ | „Ne-am pierdut încrederea în cultura actuală. Tot ceea ce este, la momentul actual, trebuie distrus, demolat. Trebuie să reîncepem actul creaței pornind de la o tabula rasa. La Cabaret Voltaire, noi vrem să zguduim ideile, opinia publică, educația, instituțiile, muzeele, bunul simț așa cum este el definit la momentul actual, pe scurt, tot ceea ce ține de vechea ordine.” | ” |

Manifestul dadaist a fost publicat într-un prim și singur număr al revistei Cabaret Voltaire (Zürich, 1916).

## Denumirea mișcării
Originea numelui este neclară. Hugo Ball susține că provine din afirmația Da, folosită foarte des în discuțiile purtate de inițiatorii mișcării, de origine românească, Tristan Tzara (pseudonimul literar provine de la cuvântul românesc țara) și Marcel Iancu: „În română [se spune] da, aveți dreptate, așa e, de acord, da da, ne ocupăm de asta”.
Altă opinie, susținută de poetul Richard Huelsenbeck este aceea că inițiatorii mișcării dadaiste au creat acest cuvânt prin înțeparea cu un cuțit a unui dicționar francez-german, și deschizând cartea acolo unde indicau loviturile.
O altă variantă care este susținută de Marcel Iancu, menționat în lucrarea Dada revolta artei, de Marc Dachy (2007) spune că numele mișcării lor este ales prin hazard, dintr-un dicționar Larousse. El apare după ce inițiatorul mișcării, Tristan Tzara introduce un creion în Marele Dicționar Francez Larousse, (1909) și acesta se oprește în dreptului cuvântului onomatopeic dada. Dada înseamnă în franceză cal (în limbajul copiilor) și, în sens figurat, idee fixă, manie. „Enfourcher son dada” vrea să spună a-și da drumul, a o lua razna [Numele Dada] "a fost acceptat...pentru că reprezenta acel sentiment de naivitate, acel sens de puritate, de artă naturală, de artă intuitivă." (Marc Dachy, op. cit. p.16).
În conformitate cu manifestul Dada, mișcarea nu ar trebui să se numească Dadaism, având oroare de cuvintele terminate în –ism, cu atât mai puțin să fie considerată o mișcare artistică.„Manifestul Dada 1918" al lui Tristan Tzara a fost citit de acesta în sala Zur Meise în seara de 23 iulie 1918 și este considerat ca veritabilul act fondator al mișcării Dada. În „Manifest Dada 1918”, Tzara afirma: „Distrug sertarele creierului și ale organizării sociale: a demoraliza peste tot și a arunca mâna cerului în infern, ochii infernului în cer, a restabili roata fecundă a unui circ universal în puterile reale și fantezia fiecărui individ.”

## Definiția și descrierea mișcării
Curent cultural și artistic nonconformist și anarhic îndreptat împotriva rutinei în viață, gândire și artă, dezvoltat plenar între 1916 și 1923 și înființat în Zürich la 6 februarie 1916 de poetul de origine română Tristan Tzara, căruia i s-au alăturat, la început, scriitorii Hugo Ball și Richard Huelsenbeck și artistul plastic Hans Arp, apoi pictori ca: românul Marcel Iancu, pictorul și poetul francez Francis Picabia, Marcel Duchamp (S.U.A.), pictorul și sculptorul modernist german  Max Ernst, Kurt Schwitters (Germania), pictorii Pablo Picasso, Vasili Kandinski și mulți alții.
Asociind unor elemente ale futurismului italian, cubismului francez și expresionismului german, un negativism declarat, dadaismul(cf. Tristan Tzara, La premiẻre aventure celeste de M. Antipyrine, 1916, și seriei manifestelor ”Dada” I-VII) cultivă arbitrariul total, neprevăzutul, abolirea formelor constituite, provocând dezordinea și stupoarea, și prin organizarea unor spectacole de scandal îndreptate împotriva artei, gustului estetic, moralei tradiționale, programatic puse sub semnul întrebării.
În manifestul acestei mișcări, „Dada”, se vorbește despre o căutare a unei extreme limite a divorțului dintre gândire și expresie, contrazice totul, neagă totul, ridicând nihilismul și mistificarea la rangul de principii supreme: abolirea logicei, dansul neputincioșilor creației: dada; /…/abolirea arheologiei: dada; abolirea profețiilor: dada; abolirea viitorului: dada; credință indiscutabilă în fiecare zeu produs imediat al spontaneității: dada . /…/Marele secret este aici: gândirea se face în gură… Apriori, dada pune înaintea acțiunii și înainte de tot: Îndoiala. Dada se îndoiește de tot. (Tr. Tzara). Principiul care a definit de la bun început creațiile artei dadaiste este hazardul estetic pe care inițiatorii mișcării l-au opus conceptului „to kalon” al esteticienilor din epoca elenistică. Haosul a devenit „noua normalitate”, fiind ridicat la rangul de ideal în artă. (L.V. Săcui, op. cit.). Dadaismul a căutat să discrediteze complet însăși ideea de artă. „Compozițiile poetice” dadaiste erau înșiruiri de cuvinte legate la întâmplare, neacordate gramatical și chiar fără sens, cuprinzând deseori vorbe inventate („bonjour sans cigarette tzantzantza ganga / bouzdoc zdouc nfounfa mbaah / mbaah nfounfa...” (Tr. Tzara, Le géant blanc lépreux du paysage. Vingt-cing poèmes, collection Dada, Zürich,1918).  Critica de artă „clasică” a fost pusă de către revoluționarii dadaiști ai artei la zidul infamiei și apoi linșată în public. Mișcarea dadaistă a adoptat colajul ca expresie a diversității și libertății de creație. Tehnica colajului reprezintă, în concepția dadaistă, un amestec de elemente estetice luate din contexte diferite și puse într-o relație  unele cu altele, fiind astfel creat un nou context.

## Dadaismul în legătură cu alte curente artistice
Din martie 1919, odată cu Tristan Tzara, mișcarea se mută la Paris, unde se întâlnește cu scriitorii din grupul mișcării suprarealiste André Breton, Louis Aragon, Paul Eluard, Phillipe Soupault, cu A. Jacques Vachẻ.
Mulți dadaiști publică în revista lui Francis Picabia „391” (înființată la Barcelona în 1917, transplantată la New York, Zürich, apoi la Paris). În revistă apar nume ca: Louis Aragon, Guillaume Apollinaire, Albert-Birot, Marcel Desnos, Max Jacob, Marie Laurenciu, René Magritte, Ribemont-Dessaignes, Erik Satie, Phillipe Soupault, Tristan Tzara, Edgar Varese etc.
Se reiau spectacolele de scandal și în luna mai a anului 1921 se regizează procesul intentat academicianului și deputatului Maurice Barrès, acuzat de „atentat la siguranța spiritului”. După ce în 1921 Picabia se separase de mișcare, în 1922 se produce ruptura între dadaism și grupul lui André Breton, din care se va dezvolta suprarealismul.
Dadaismul supraviețuiește încă datorită aproape exclusiv personalității lui Tzara și – ca o variantă – lettrismului lui Isidore Isou), abordând tendințe protestar-anarhice (jignirea „sfintelor precepte curente” și „epatarea filistinismului” din „oroarea de academism” – George Călinescu), făcând din arbitrar și din hazard principii ale creației (Tristan Tzara: „Luați un jurnal, luați o pereche de foarfeci, alegeți un articol, tăiați-l, tăiați pe urmă fiecare cuvânt, puneți totul într-un sac, mișcați...”).
Principiile teoretice nu sunt aplicate, însă, cu toată strictețea. Iată de exemplu câteva versuri ale perseverentului dadaist Jean Arp (cunoscut mai ales ca sculptor): „Le père s’est pendu/ à la place de la pendule/ La mère est muette. / La fille est muette./ Le fils est muet / Tou les trois suivent/ le tic-tac de père”. Dincolo de nihilismul și de enormitățile sale – care au anulat, uneori, arta – dadaismul a fost un protest, un elan spre absurd, pledând pentru o libertate absolută promovând invenții plastice și verbale adesea seducătoare care au lărgit investigația artistică și a creat o atmosferă propice pentru îndrăzneală și experiențe uluitoare.

## Manifestări dadaiste în cultura română
În România, dadaismul este vizibil, parțial, în unele producții poetice sau a unora din domeniul artelor plastice, publicate în reviste de avangardă precum: „unu”, „Contimporanul”, „Integral”, „Punct”, „75 HP”, unde alături de elemente suprarealiste se recunosc și cele futuriste. Caracteristica mișcării românești de avangardă literară este chiar eclectismul. De aceea un dadaism în stare pură este mai greu de descoperit. Un dadaism mai marcat este vizibil în textele lui Sașa Pană.

## Reprezentanți ai dadaismului
- în literatură – Tristan Tzara,[13] Richard Huelsenbeck, Hugo Ball;
- în pictură – Marcel Iancu, Francis Picabia, Pablo Picasso, Marcel Duchamp;